# 外摆线

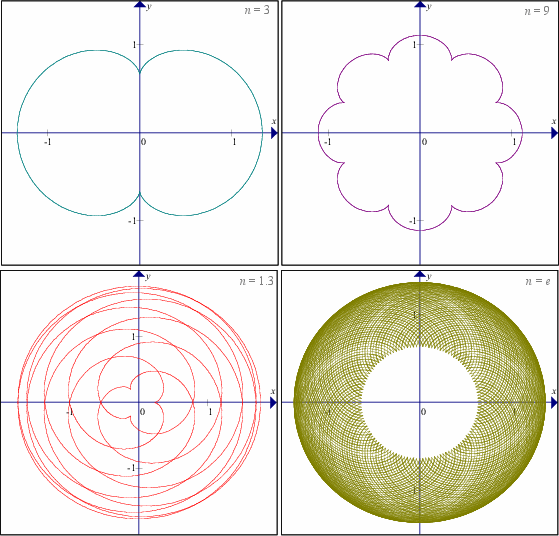
不同的外摆线

外摆线是所有形式为
{\displaystyle x=\cos \theta +{\frac {1}{n}}\cos n\theta }
{\displaystyle y=\sin \theta +{\frac {1}{n}}\sin n\theta }
的曲线，其中n为正实数。

## 轨迹定义

n = 4的外摆线轨迹

假设有一个定圆，若有另一个半径是刚才的圆形的{\displaystyle {\frac {1}{n-1}}}倍的圆在上滚动，则圆周上的一定点在滚动时划出的轨迹就是一条外摆线。

## 心脏线

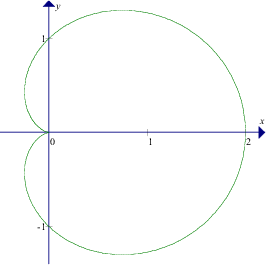
心脏线

心脏线是外摆线的一种，其n为2。它亦可以极坐标的形式表示：
r = 1 + cos θ
这样的心脏线的周界为8，围得的面积为{\displaystyle {3 \over 2}\pi }。
心脏线亦为蚶线的一种。
在曼德博集合正中间的图形便是一个心脏线。
心脏线的英文名称「Cardioid」是de Castillon在1741年的《Philosophical Transactions of the Royal Society》发表的；意为「像心脏的」。

## 腎形線

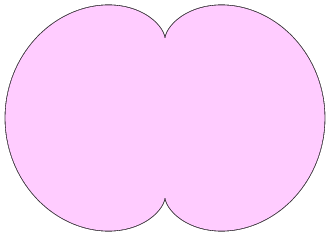
腎臟線

肾形线亦是外摆线的一种，其n为3。